# 1589
Cette page concerne l'année 1589  du calendrier grégorien.
L'année 1589 est une année commune qui commence un dimanche.

## Événements
- 5-15 mars : la flotte portugaise met Mombasa à sac. Le corsaire turc Amir Ali Bey prend la fuite. Les Portugais rétablissent leur souveraineté sur la côte swahilie[1].

- Zimbabwe : Gatsi Rusere (ou Gasse Lucere) succède au monomotapa Nogomo[2].
- Éthiopie : une force turque, aidée par un chef tigréen, reprend Débaroa, mais est délogée. Le négus Malak-Sagad, pour expulser définitivement les Ottomans, assiège leur dernière base, le port d’Arkiko. Il ne parvient pas à le prendre, mais le Pacha demande la paix et lui envoie de nombreux présents, parmi lesquels un cheval sellé et harnaché d’or[3].

- Naissance de Yontan Gyamtso, quatrième dalaï-lama du Tibet (fin en 1617). À la mort de Sonam Gyatso sur le chemin du retour au Tibet (1588), le quatrième dalaï-lama est trouvé dans la famille proche d’Altan Khan[4].
- Début de la construction du château de Hiroshima par le seigneur Terumoto Mori[5].
- Inde : fondation de Hyderabad dans le Deccan sur un plan en croix par le sultan de Golconde[6].

### Europe
- Peste en Europe[7].
- Gelées à Valence (Espagne)[8].

- 17 janvier : fondation du patriarcat de Moscou[9]. Boris Godounov émancipe l’Église russe de la tutelle de Constantinople en créant le patriarcat de Moscou. Quatre métropoles sont érigées : Novgorod, Kazan, Rostov-sur-le-Don, Kroutitza.
- 23 janvier : le tsar Fédor Ier désigne Job comme patriarche de Moscou[9].
- 26 janvier : le patriarche de Constantinople, Jérémie, en visite à Moscou, procède à l'ordination du métropolite Job au rang de « patriarche de toute la Russie »[9].

- 15 avril : départ de Plymouth de l'expédition Drake-Norreys[10] (fin le 3 juillet[11]). Échec d'une flotte anglaise commandée par John Norris et Francis Drake contre l'Espagne et le Portugal.
- 4-19 mai[12] : Francis Drake attaque La Corogne[13].
- 30 avril : Ferdinand Ier de Médicis, grand-duc de Toscane, renonce au titre de cardinal pour épouser Christine de Lorraine[14].

- 8-9 juin : échec de John Norris devant Lisbonne[11].
- 19-21 juin : Francis Drake met Vigo à sac[11].

- 23 juillet, France :  émeutes dans la ville du Puy et début dans le Velay des troubles et combats entre la Ligue et les Royalistes, qui détruiront totalement les bourgs d'Espaly et Saint-Marcel, et ne cesseront  réellement qu'en 1596.

- 27 juillet[15], Pologne-Lituanie : Michał Rahoza est nommé métropolite de Kiev par le roi Sigismond III, ordonné début août par le patriarche de Constantinople Jérémie II lors d'un synode réunit à Brest[16]. L’Église ruthène est désorganisée. Jérémie II rend visite sans succès au métropolite de Nowogrodek.

- 1er août : Henri III de France est assassiné par Jacques Clément[17]. Henri IV devient roi de France. Début de la dynastie des Bourbons, et des combats entre la Ligue catholique et les royalistes inconditionnels.
- 4 août[18] : intervention de Charles-Emmanuel Ier de Savoie en Provence aux côtés de la Ligue (1589-1593).

- 18 octobre : mort à Arnhem de Adolf van Nieuwenaar[19]. Maurice de Nassau devient gouverneur d’Utrecht, de Gueldre et d’Overijssel ; le pouvoir militaire des Sept Provinces est concentré entre les stathouder Maurice de Nassau et son cousin Guillaume-Louis de Nassau-Dillenbourg[20].

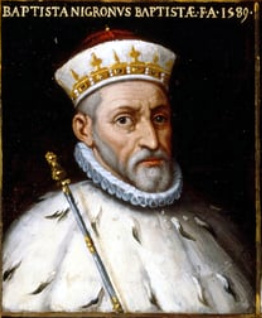
Battista Negrone, doge de Gênes de 1589 à 1591.

- 20 novembre : Battista Negrone devient le soixante-dix-septième doge de Gênes, succédant à Davide Vacca (fin du mandat le 15 novembre 1591.
- 23 novembre, Oslo : Jacques VI d'Écosse, qui s’oriente vers le protestantisme, épouse Anne de Danemark[21].

- Tension entre la Hanse et l’Angleterre : saisie de soixante et un vaisseaux hanséatiques par les Anglais[22].
- Russie : fondation de la place forte de Tsaritsyne sur la Volga[23].

## Naissances en 1589
- 5 février : Racan, poète et écrivain français († 21 janvier 1670).
- 28 mai: Robert Arnauld d'Andilly, conseiller d’État français († 27 septembre 1674).
- 15 juin : Simon Guillain, sculpteur français († 1658).
- Date précise inconnue :
  - Bernardino Capitelli, peintre baroque et graveur italien († 1639).
  - Jan Daemen Cool, peintre néerlandais († 24 novembre 1660).
  - Giovanni Francesco Guerrieri, peintre italien († 3 septembre 1657).
  - Johannes Torrentius, peintre néerlandais († 17 février 1644).
  - Adriaen Pietersz van de Venne, peintre, graveur et poète néerlandais († 12 novembre 1662).

## Décès en 1589
- 2 janvier : Stefano Bonucci, cardinal italien (° 1521).
- 5 janvier :
  - Jean Hauchin, archevêque belge de l'archidiocèse de Malines (° 1527).
  - Inaba Yoshimichi, samouraï de la période Sengoku du Japon (° 1515).
  - Catherine de Médicis, reine de France (° 13 avril 1519).

- 10 février : Jean-Étienne Duranti, premier président du parlement de Toulouse (° vers 1534).
- 19 février : Philothée d'Athènes, bienfaitrice d'Athènes et patronne de cette ville (° 1528).
- 28 février : Alexandre Farnèse, cardinal italien (° 27 septembre 1520).

- 3 mars :
  - Giovanni Battista Eliano, jésuite, théologien et orientaliste italien (° 1530).
  - Johannes Sturm, humaniste allemand (° 1er octobre 1507).
- 19 mars : Heo Nanseolheon, poétesse de la dynastie Joseon de Corée (° 1563).
- 22 mars : Lodovico Guicciardini, écrivain italien, historien, géographe et mathématicien (° 19 août 1521).
- 23 mars : Martin Kromer, cartographe, diplomate et historien allemand (° 1512).

- 4 avril : Benoît le More, religieux de l'Ordre des frères mineurs italien (° 1526).
- 7 avril : Giulio Cesare Aranzio, anatomiste et chirurgien italien (° 1530).
- 26 avril : Tansen, musicien de la cour d’Akbar (° 1506)[24].

- 2 mai : Suzuki Magoichi, chef du Saika ikki (° vers 1534).
- 3 mai : 
  - Jules de Brunswick-Wolfenbüttel, duc de Brunswick-Lunebourg (° 29 juin 1528).
  - Adam van Haren, noble des Pays-Bas, un des chefs de la révolte des Gueux (° 1540).

- 1er juillet :
  - Dame Saigō, première épouse et confidente de Tokugawa Ieyasu (° 1552).
  - Christophe Plantin, relieur et imprimeur belge d’origine française (° vers mai 1520).
- 25 juillet : Diederik Jansz Graeff, armateur, marchand et politicien néerlandais (° 1532).
- 29 juillet : Marie de Palatinat-Wittelsbach, première épouse du roi Charles IX (° 24 juillet 1561).

- 1er août : Jacques Clément, frère lai dominicain français (° 1567).
- 2 août : Henri III, roi de Pologne de 1573 à 1575 et roi de France de 1574 à 1589 (° 19 septembre 1551).
- 31 août : Jurij Dalmatin, écrivain et théologien protestant slovène (° 1547).

- 15 septembre : Michel de Bay dit Baïus, théologien et humaniste, maître de l'Université de Louvain (° 1513).
- 19 septembre : Jean Antoine de Baïf, poète français (° 19 février 1532).

- 2 octobre : Prosper de Sainte-Croix, cardinal-prêtre et cardinal-évêque (° 1516).
- 7 octobre : Charles II de Monaco, souverain de Monaco (° 26 janvier 1555).
- 15 octobre : Jacopo Zabarella, philosophe et commentateur italien d'Aristote (° 5 septembre 1533).
- 18 octobre :
  - Adolf de Neuenahr, homme d'État et soldat allemand (° vers 1545).
  - Daniel Specklin, architecte alsacien (° 1536).

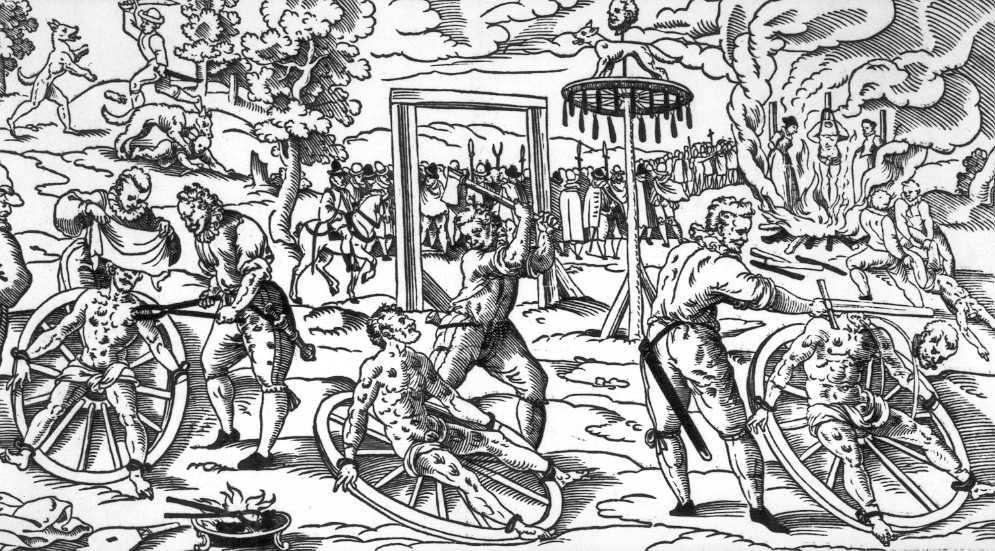
31 octobre : supplice de Peter Stumbb.

- 31 octobre : Peter Stumbb, fermier, tueur en série et cannibale allemand (° 1525).
- Octobre :
  - Louis de Saint-Gelais, diplomate français, conseiller politique et familier de la reine Catherine de Médicis (° 1513).
  - François Roaldès, juriste et professeur à l'université de Cahors (° 1519)[25].

- 1er novembre : Louis VII de Rohan-Montbazon, comte, puis premier duc de Montbazon, comte de Rochefort (° 1562).
- 3 novembre : Hachiya Yoritaka, samouraï de l'époque Sengoku de l'histoire du Japon, au service du clan Oda (° 1534).
- 9 novembre : Giuseppe Mazzuoli, peintre maniériste italien (° vers 1536).
- ? novembre : Thomas Sébillet, homme de lettres français (° 1512)[26].

- 12 décembre : Francesco Balbi di Correggio, militaire italien (° 16 mai 1505).
- 18 décembre : Nicolas Radziwiłł, homme politique lituanien (° 1546).

- Date précise inconnue :
  - Pedro Malón de Chaide, augustin espagnol, disciple de Luis de León (° 1530).
  - Hendrik III van Cleve, peintre paysagiste flamand (° 1525).
  - William Fulke, théologien puritain anglais (° 1538).
  - Tommaso Garzoni, écrivain italien (° 1549).
  - Pier Paolo Menzocchi, peintre italien de l’école de Forlì (° vers 1532).
  - Quentin Metsys le Jeune, peintre flamand (° 1543).
  - Noël Taillepied, écrivain francais (° 1540).